# Hengsberg
Hengsberg é um município da Áustria, situado no distrito de Leibnitz, na estado da Estíria. Tem 17,7 km² de área e sua população em 2019 foi estimada em 1.462 habitantes.